# Atletismo nos Jogos Pan-Americanos de 1951 - 800 m masculino
Os 800 metros rasos foram um dos eventos do atletismo nos Jogos Pan-Americanos de 1951, em Buenos Aires. A prova foi disputada no Estádio Monumental de Núñez entre os dias 28 de fevereiro e 1º de março.

## Calendário
Horário local (UTC-3).
| Data            | Horário | Fase       |
| --------------- | ------- | ---------- |
| 28 de fevereiro |         | Semifinais |
| 1º de março     |         | Final      |

## Medalhistas
| Ouro   | USA Malvin Whitfield |
| Prata  | USA Bill Brown       |
| Bronze | USA Hugo Maiocco     |

## Resultados

### Semifinais

#### Semifinal 1
| Pos. | Nome                | Nacionalidade         | Tempo  | Notas |
| ---- | ------------------- | --------------------- | ------ | ----- |
| 1    | Mal Whitfield       | USA Estados Unidos    | 1:57,5 | Q     |
| 2    | Julio Ferreyra Lima | ARG Argentina         | 1:57,8 | Q     |
| 3    | Frank Prince        | PAN Panamá            | 1:58,0 | Q     |
| 4    | Argemiro Roque      | BRA Brasil            | 1:58,1 |       |
| 5    | Hugo Maiocco        | USA Estados Unidos    | NM     |       |
| 5    | Wilfred Tull        | TTO Trinidad e Tobago | NM     |       |

#### Semifinal 2
| Pos. | Nome             | Nacionalidade         | Tempo  | Notas |
| ---- | ---------------- | --------------------- | ------ | ----- |
| 1    | Eduardo Balducci | ARG Argentina         | 1:57,2 | Q     |
| 2    | Evelio Planas    | CUB Cuba              | 1:58,2 | Q     |
| 3    | Bill Brown       | USA Estados Unidos    | 1:58,3 | Q     |
| 4    | Luis Modesta     | TTO Trinidad e Tobago | 1:58,9 |       |
| 5    | Adolfo Agustín   | ARG Argentina         | NM     |       |

### Final
| Pos.              | Nome             | Nacionalidade      | Tempo  |
| ----------------- | ---------------- | ------------------ | ------ |
| Medalha de ouro   | Malvin Whitfield | USA Estados Unidos | 1:53,2 |
| Medalha de prata  | Bill Brown       | USA Estados Unidos | 1:53,3 |
| Medalha de bronze | Hugo Maiocco     | USA Estados Unidos | 1:53,6 |
| 4                 | Julio Ferreyra   | ARG Argentina      | 1:53,6 |
| 5                 | Argemiro Roque   | BRA Brasil         | 1:54,6 |
| 6                 | Eduardo Balducci | ARG Argentina      | 1:54,7 |
| 7                 | Evelio Planas    | CUB Cuba           | 1:55,6 |
| 8                 | Adolfo Agustín   | ARG Argentina      | 1:56,0 |

Legenda
| Recorde mundial      | Recorde mundial (World record)               |                       | Recorde africano                      | Recorde africano (African) |                                           | Q | Classificado por posição (Qualified) |
| Recorde olímpico     | Recorde olímpico (Olympic record)            | Recorde da América    | Recorde da América (Americas)         | q                          | Classificado por melhor tempo (Qualified) |   |                                      |
| Melhor marca do ano  | Melhor marca do ano (World leading)          | Recorde asiático      | Recorde asiático (Asian)              | DNS                        | Não largou (Did not start)                |   |                                      |
| Recorde nacional     | Recorde nacional (National record)           | Recorde europeu       | Recorde europeu (European)            | DNF                        | Não terminou (Did not finish)             |   |                                      |
| Recorde pessoal      | Recorde pessoal do atleta (Personal best)    | Recorde da Oceania    | Recorde da Oceania (Oceania)          | DSQ / DQ                   | Desclassificado (Disqualified)            |   |                                      |
| Recorde da temporada | Recorde da temporada do atleta (Season best) | Recorde sul-americano | Recorde sul-americano (South America) | NM                         | Sem marca (No mark)                       |   |                                      |